# جیبری
جیبری یا جیبریش (به انگلیسی: Gibberish) یا شرو وِر، گفتاریست که (یا به نظر می‌رسد) بی‌معنی باشد. این حالت ممکن است شامل آواهایی باشد که کلمات واقعی نیستند، یا می‌تواند بازی‌های زبانی یا زبان حرفه‌ای را شامل شود که برای دیگران مفهوم نیست.